# Make up 66
Make up 66 je bila slovenska glasbena skupina, ki je delovala v prvi polovici osemdesetih.
Igrali so glasbo, ki bi jo najlažje označili za disko-funk. Besedila so bila v slovenščini, srbohrvaščibi in angleščini.
Skupino je ustanovil kitarist Sašo Bole in Matjaž Kosi, člani so bili še Deja Mušič (vokal), Marko Banič (bas kitara), Roman Škraba (bobni), Matic Gabrič (električne klaviature), Darja Sušnik in Natalija Bjelić (back vokali).
S pesmijo Ukradem te so dosegli prvo mesto na Stop Pops 20, eni pomembnejših lestvic tistega časa. Med drugim so trikrat nastopili v beograjskem Sava Centru in na festivalih Novi Rock '83, Pop delavnica '83 in Slovenska popevka 1983.

## Diskografija
- Alternativna AA Scena (kompilacija štirih različnih izvajalcev, kaseta, Dokumentarna / Gospodarsko razstavišče (pod pokroviteljstvom sejma Alpe Adria, 1983) - dve skladbi[1]